# Каркареле (Витербо)
Каркареле је насеље у Италији у округу Витербо, региону Лацио.
Према процени из 2011. у насељу је живело 45 становника. Насеље се налази на надморској висини од 450 м.